# Middle Palisade
Middle Palisade je hora v pohoří Sierra Nevada, na východě Fresno County, ve středo-jižní části Kalifornie.
Middle Palisade je s nadmořskou výškou 4 273 metrů devátou nejvyšší horou v Sieře Nevadě a jedenáctou nejvyšší v Kalifornii. Je součástí horské skupiny Palisades.
Leží 4 kilometry jihovýchodně od hor North Palisade a Mount Sill, na východní hranici Národního parku Kings Canyon.